# Henri Tresca
Henri Édouard Tresca, född 12 oktober 1814 i Dunkerque, död 21 juni 1885 i Paris, var en fransk ingenjör.
Tresca studerade vid École polytechnique i Paris. Han blev sedermera professor i industriell mekanik och underdirektör vid Conservatoire des arts et métiers i nämnda stad. För avhandlingen L'écoulement des solides erhöll han 1862 Franska vetenskapsakademiens Grand prix de mécanique. Han blev ledamot av samma akademi 1872 och av svenska Vetenskapsakademien 1873.  Hans namn tillhör de 72 som är ingraverade på Eiffeltornet.